# Oritoniscus rousseti
Oritoniscus rousseti is een pissebed uit de familie Trichoniscidae. De wetenschappelijke naam van de soort is voor het eerst geldig gepubliceerd in 1998 door Henri Dalens.